# Hypsugo imbricatus
Hypsugo imbricatus es una especie de murciélago de la familia Vespertilionidae.

## Distribución geográfica
Se encuentra en Indonesia y Malasia (Sarawak).